# میهران ماناسیان
میهران ماناسیان (ارمنی: Միհրան Ազատի Մանասյան؛ زادهٔ ۱۳ ژوئن ۱۹۸۹) یک بازیکن فوتبال در پست مهاجم اهل ارمنستان است.

## باشگاهی
از باشگاه‌هایی که در آن بازی کرده‌است می‌توان به باشگاه فوتبال پیونیک، باشگاه فوتبال اولیس، کینگ دولوکس، باشگاه فوتبال آلاشکرت، باشگاه فوتبال گاندزاسار کاپان و لوریاشاره کرد.

## تیم ملی
وی همچنین در زیر ۲۱ سال ارمنستان بازی کرده‌است.

## افتخارات

### باشگاهی
- پیونیک
  - قهرمان لیگ برتر فوتبال ارمنستان: (۲۰۰۷), (۲۰۰۸), (۲۰۰۹) و (۲۰۱۰)
  - جام استقلال ارمنستان (۲): ۲۰۰۹ و ۲۰۱۰
  - سوپر جام فوتبال ارمنستان (۲): (۲۰۰۸) و (۲۰۱۰)
- اولیس
  - قهرمان لیگ برتر فوتبال ارمنستان (۱): (۲۰۱۱)
- آلاشکرت
  - قهرمان لیگ برتر فوتبال ارمنستان (۳): (۱۶–۲۰۱۵) و (۱۷–۲۰۱۶) و (۱۸–۲۰۱۷)
  - جام استقلال ارمنستان (۱): ۲۰۱۹
- سوپر جام فوتبال ارمنستان (۲): (۲۰۱۶) و (۲۰۱۸)

### انفرادی
- گل برتر لیگ برتر فوتبال ارمنستان در (۱۴–۲۰۱۳) (۱۷ گل), (۱۶–۲۰۱۵) (۱۶ گل، مشترکاً با ابر) و (لیگ برتر فوتبال ارمنستان ۱۷–۲۰۱۶) (۱۴ گل)[۱]